# فرودگاه تراکستون
فرودگاه تراکستون (به انگلیسی: Thruxton Aerodrome) یک فرودگاه خصوصی است که یک باند فرود آسفالت دارد و طول باند آن ۹۶۹ متر است. این فرودگاه در کشور انگلستان قرار دارد و در ارتفاع ۹۷ متری از سطح دریا واقع شده است.